# Muscolo spinale
Il muscolo spinale è il fascio più mediale del muscolo erettore spinale e tutti i suoi fasci originano e si inseriscono sui processi spinosi delle vertebre; può essere diviso in spinale del dorso, del collo e della testa.
Lo spinale del dorso origina dai processi spinosi delle prime due vertebre lombari e delle ultime tre vertebre toraciche (L1-L2 e T10-T11-T12) e termina sui processi spinosi delle vertebre toraciche, dalla seconda alla nona.
Lo spinale del collo origina da C6-C7 e T1-T2 e termina su C2-C3-C4.
Lo spinale della testa origina da C6-C7 e sulle prime vertebre toraciche e confluisce coi suoi fasci nel muscolo semispinale della testa, appartenente al muscolo trasverso spinale, e si inserisce alla squama dell'occipitale.